# Jump in the Fire
«Jump in the Fire» és el segon senzill de la banda estatunidenca Metallica, el segon i darrer del seu àlbum d'estudi de debut Kill 'Em All, publicat el 20 de juny de 1984. El senzill anava acompanyat des dues cançons cares-B que eren falsos directes, ja que alternaven enregistraments d'estudi amb sons de públic sobreposat.
Les lletres i contingut de la versió original van ser escrita per Dave Mustaine quan encara formava part de la banda "Panic", a l'edat de 16 anys. Quan ja formava part de Metallica, la va presentar a Hetfield i Ulrich, i tots tres van treballar conjuntament per refinar-la. Aquesta versió es va incloure en la demo Ron McGovney's '82 Garage. Amb la sortida de Mustaine, Hetfield va reescriure les lletres per crear una nova versió de la cançó.
La portada mostra una criatura endimoniada envoltada de flames. La imatge està basada en la portada de la novel·la The Devils of D-Day (1978) de Graham Masterton, imatge que va il·lustrar Les Edwards. L'any 2009, l'empresa MediCom Toy Inc. va llançar 1000 unitats d'una figura col·leccionable d'uns 30 centímetres d'alçada sobre aquesta criatura.

## Llista de cançons
| 1. | «Creeping Death»   | 6:39 |
| 2. | «Am I Evil?»       | 7:52 |
| 3. | «Blitzkrieg»       | 3:37 |
| 4. | «Jump in the Fire» | 4:41 |
| 5. | «Seek and Destroy» | 7:05 |
| 6. | «Phantom Lord»     | 4:52 |